# Mario Maiolo
Mario Maiolo (* 23. Mai 1963 in Cosenza) ist ein italienischer Politiker und Hochschullehrer.

## Leben
Mario Maiolo begann seine politische Aktivität innerhalb der katholischen Studentenbewegung. Er war von 1995 bis 2004 Vizepräsident der Provinz Cosenza. Am 4. April 2005 wurde er in den Regionalrat der Region Kalabrien gewählt. Dort war er Vorsitzender der Kommission für den Regionalentwicklungsplan. Dem Regionalrat gehörte er für zwei Legislaturperioden an. Maiolo war zunächst Mitglied der Democrazia Cristiana, dann des Partito Popolare Italiano und schließlich der Democrazia è Libertà – La Margherita und ihrer Nachfolgepartei der Partito Democratico.
Er ist Ingenieur und Professor an der Fakultät für Ingenieurwissenschaften der Università della Calabria. Maiolo veröffentlichte verschiedene wissenschaftliche Publikationen in den Bereichen Wasserbau und Umwelttechnik. Er ist verheiratet und hat zwei Kinder.